# Карл Беренс
Карл Беренс (нім. Karl Behrens; 18 листопада 1909 року, Берлін — 13 травня 1943, Берлін) — інженер-проектувальник, активний учасник антифашистського опору, член розвідувальної мережі «Червона капела».

## Біографія
Карл Беренс після закінчення школи близько трьох років був безробітним. Потім опанував професії слюсаря-монтажника і майстра художніх виробів по металу. У 1929 році з молодіжних скаутів він вступив до штурмових загонів, а потім — у нацистську партію. У квітні 1931 року він був виключений з партії, тому що він підтримував путч Вальтера Стенеса. У 1931 році Беренс тимчасово приєднався до організації «Чорний фронт», якою керував у той час Отто Штрассер. У кінці 1932 року вступив до лав КПН. Потім Карл Беренс працював інженером-проектувальником на заводі AEG і як інженер був одним з інформаторів Арвіда Гарнака.
Карл Беренс був заарештований у своїй частині на Східному фронті під Ленінградом (через його контакти з Арвідом Гарнаком), та вивезений назад у Берлін. Після довгих допитів у гестапо в січні 1943 року суд засудив його до розстрілу. 13 травня 1943 року у Берліні вирок приведений у виконання. 
Після смерті він залишив дружину, двох синів і дочку.

## Нагороди
- Орден Вітчизняної війни I ступеня (06.10.1969, посмертно)[3]